# Devadasi

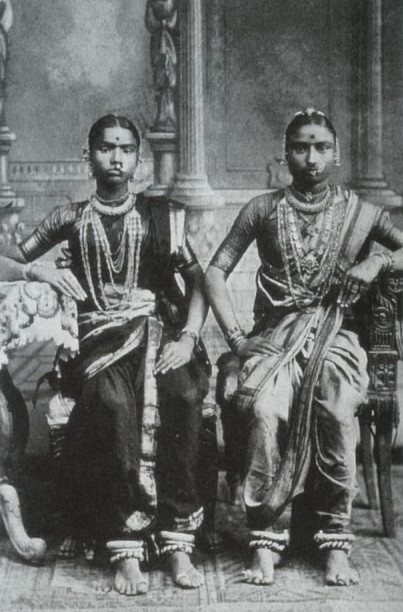
Fotografia da década de 1920 de duas devadasis em Tamil Nadu, no sul da Índia

No Sul e em partes do Oeste da Índia, uma devadasi (em sânscrito:  देवदासी), conhecidas em Goa por bailadeiras, eram mulheres jovens que eram "dedicadas" à adoração e ao serviço de um deus ou de um templo para o resto de sua vida. A dedicação das mulheres ocorria normalmente entre os 18 e os 36 anos numa cerimónia Pottukattu, semelhante em alguns aspetos ao casamento. Originalmente, para além de cuidarem do templo e realizarem rituais, estas mulheres aprendiam e praticavam danças tradicionais da Índia, tais como a Bharatanatyam e a Odissi. Desfrutavam de um elevado estatuto social, uma vez que a dança e a música eram essenciais à oração no templo.
Tradicionalmente, as devadasis casavam com homens ricos e empregavam o tempo a aprimorar a sua arte, não assumindo responsabilidades na lida da casa. Tinham filhos dos seus maridos, a que também ensinavam a dançar e a cantar. Muitas vezes, os seus maridos tinham outra mulher, que tratava da casa. 
Durante o domínio Britânico na Índia, os príncipes, que eram os patronos dos templos e das artes, perderam o seu poder e património, deixando as devadasis sem os seus meios tradicionais de sustento e patrocínio. Durante a época colonial, os reformistas britânicos tentaram proibir a tradição devadasi, afirmando que fomentava a prostituição. Os britânicos eram incapazes de distinguir as devadasi das raparigas que dançavam nas ruas por outras razões que não apenas uma devoção espiritual às divindades. Os pontos de vista coloniais sobre as devadasis têm sido alvo de grande controvérsia, tanto entre os indianos como entre académicos ocidentais.
O sistema devadasi começou a extinguir-se, depois de ter sido banido em toda a Índia, em 1988.
As devadasis eram também conhecidas por vários outras designações locais, tais como jogini. Além disso, a prática devadasi era conhecida como basivi em Karnataka, matangi em Maharashtra e Bhavin e Kalavantin em Goa. As devadasi eram por vezes referidas como uma casta; no entanto, alguns questionam o rigor da utilização do termo. "De acordo com as próprias devadasis, existe um 'modo de vida' ou 'ética profissional' devadasi, mas não uma jāti (sub-casta) devadasi. O papel de devadasi tornou-se, a partir de certa altura, hereditário, mas não conferia direito a trabalhar sem as devidas qualificações" (Amrit Srinivasan, 1985). Na Europa, o termo bayadere (em francês:  bayadère, em português:  balhadeira ou bailadeira, literalmente dançarina) era por vezes utilizado.